# سانخن‌رع سوجتو
سانخن‌رع سوجتو (نِ خِ رَ) شاهی از دودمان سیزدهم مصر باستان است که تقریباً هیچ اطلاعی دربارهٔ او در دست نیست. تنها چیزی که دربارهٔ او دانسته شده این است که طبق پاپیروس تورین او جانشین مرهوتپ‌رع اینی بوده و برای ۳ سال و ۲ تا ۴ ماه فرمانروایی می‌کرده.
جانشین سانخن‌رع سوجتو شاهی به نام سواج‌کارع بوده.